# Antonio Livi
Monsenhor Antonio Livi ( Prato, 25 de agosto de 1938 — Roma, 2 de abril de 2020 ) foi um teólogo e filósofo católico italiano, além de sacerdote da Diocese de Roma.

## Biografia
Aluno de Étienne Gilson, colaborou com Cornelio Fabro, Augusto Del Noce e Evandro Agazzi; é o iniciador da escola filosófica do senso comum, representada pela ISCA (International Science and Commonsense Association), que tem como órgão oficial a revista Sensus communis - International Yearbook of Alethic Logic.
Fundador da Casa editrice Leonardo da Vinci, foi membro associado da Pontifícia Academia de São Tomás, reitor e professor emérito da Faculdade de Filosofia da Pontifícia Universidade Lateranense. Desenvolveu algumas partes da encíclica Fides et ratio com João Paulo II. 

## Senso comum
"Senso comum" é o termo usado por Livi em chave anticartesiana para identificar as certezas naturais e incontestáveis que cada homem possui. Não se trata de uma faculdade ou de estruturas cognitivas a priori, mas de um sistema orgânico de certezas universais e necessárias que derivam da experiência imediata e são a condição de possibilidade de qualquer certeza ulterior. Livi foi o primeiro a especificar quais são essas certezas e provou com o método da pressuposição que elas são de fato o fundamento do conhecimento humano. O bom senso inclui, portanto, a evidência da existência do mundo como um conjunto de entidades móveis; a evidência do ego, como sujeito que se percebe no ato de conhecer o mundo; a evidência de outros como seres humanos; a evidência de uma lei moral que regula as relações de liberdade e responsabilidade entre os sujeitos; a evidência de Deus como fundamento racional da realidade, causa primeira e fim último, conhecida na sua existência indubitável graças a uma inferência imediata e espontânea, que no entanto deixa inatingível o mistério da sua essência, que é a Transcendência no sentido próprio. Estas certezas são a base de um sistema de lógica alética numa base holística.
Entre os estudos recentes sobre o sistema de lógica alética desenvolvido por Antonio Livi, destacam-se os ensaios de Evandro Agazzi ("Valori e limiti del senso comune", Franco Angeli, Milão 2004), Pier Paolo Ottonello ("Livi", em "Profili ", Marsilio Editori, Veneza 2011), de Piero Vassallo ("Antonio Livi, la riabilitazione del senso comune", em "Memoria e Progresso", Fede & Cultura, Verona 2009, pp. 135-140), de Francesco Arzillo, Il fondamento del giudizio. Una proposta teoretica a partire dalla filosofia del senso comune di Antonio Livi (Casa Editrice Leonardo da Vinci, Roma 2011), de Fabrizio Renzi, La logica aletica e la sua funzione critica. Analisi della nuova proposta teoretica di Antonio Livi (Casa Editrice Leonardo da Vinci, Roma 2012) e de William Slattery, The Logic of Truth. Thomas Aquinas' Epistemology and Antonio Livi's Alethic Logic (Casa Editrice Leonardo da Vinci, Roma 2015). Também escreveram sobre Livi Matteo Andolfo (historiador da filosofia antiga), Dario Sacchi (filósofo da Universidade Católica de Milão), Georges Cottier (teólogo da Casa Pontifícia), Rino Fisichella (magnífico reitor da Universidade Lateranense), Eudaldo Forment (filósofo da 'Universidade de Barcelona), Umberto Galeazzi (professor de Filosofia na Universidade de Chieti), Mario Pangallo (professor de História da Filosofia na Universidade Gregoriana) e Vittorio Possenti (filósofo moral da Universidade de Veneza).

## Influências e críticas
Com Gilson, Fabro e Agazzi aprendeu a abordar os problemas essenciais da especulação metafísica em diálogo com grandes pensadores da antiguidade (Platão, Aristóteles, os estóicos, Agostinho), da Idade Média (Anselmo, Tomás, Duns Scotus) e da idade moderna (Vico, Kierkegaard, Rosmini). Defensor convicto do método realista de interpretação da experiência, Livi defendeu suas razões utilizando sistematicamente as ferramentas dialéticas oferecidas por pensadores da escola analítica, de Ludwig Wittgenstein a Barry Smith.

## Atividade
- Fundador e presidente da International Science and Commonsense Association (ISCA).
- Membro do L'Arcipelago. Società Internazionale per l'Unità delle Scienze (Génova), desde a sua criação em 1990.
- Fundador e diretor (de 1984 a 1999) do Cultura e libri, guia bibliográfico mensal.
- Fundador e diretor (desde 1994) da Grande Enciclopedia Epistemologica, uma série de monografias sobre temas epistemológicos.
- Fundador e diretor do Sensus communis. - Internatonal Yearbook for Studies and Research on Alethic Logic (desde 1999).
- Professor de Lógica e Filosofia do Conhecimento na Pontifícia Universidade Lateranense (1993-1996); professor titular permanente da mesma disciplina desde 1996.
- Professor de Antropologia na Universidade Livre "Campus Biomedico" ( Roma ) no ano letivo de 1993-1994.
- Professor visitante na Universidade de Navarra (Espanha) e na Pontifícia Universidade da Santa Cruz (Roma) desde 1996.
- Decano da Faculdade de Filosofia da Pontifícia Universidade Lateranense de 2002 a 2008.
- Diretor da revista internacional de filosofia Aquinas de 2002 a 2008.
- Diretor editorial da Casa editrice Leonardo da Vinci de Roma.
- Professor emérito de Filosofia do Conhecimento na Pontifícia Universidade Lateranense desde 2008.
- Diretor do Conselho Científico para a publicação das obras completas do Cardeal Giuseppe Siri na Editora Fabrizio Serra (Pisa-Roma).
- Diretor editorial, desde 2015, da revista de apologética teológica Fides Catholica.
- Cofundador, em 2014, juntamente com os presbíteros e teólogos Ariel Stefano Levi di Gualdo e Giovanni Cavalcoli, O.P., da revista de teologia eclesial e atualização pastoral L'Isola di Patmos.

## Obras

### Libri
- Il cristianesimo nella filosofia (Il problema della filosofia cristiana nei suoi sviluppi storici e nelle prospettive attuali), L'Aquila: Ed. Japadre, 1969
- Etienne Gilson: filosofia cristiana e idea del limite critico, Pamplona: Ediciones Universidad de Navarra, 1970
- Blondel, Bréhier, Gilson, Maritain: il problema della filosofia cristiana Bologna: Pàtron, 1974
- Louis Althusser: "La revolución teórica de Marx" y "Leer el Capital", Madrid: Editorial Magisterio Español, 1976
- Cristo non è Marx, Torre del Benaco: Ed. Colibrì, 1979
- Etienne Gilson: "El espiritu de la filosofia medieval" Madrid: Editorial Magisterio Español, 1980
- Filosofia del senso comune (Logica della scienza e della fede) Milano: Ed. Ares, 1990
- Il senso comune tra razionalismo e scetticismo (Vico, Reid, Jacobi, Moore) Milano: Editrice Massimo, 1992
- Lessico della filosofia (Etimologia, semantica e storia dei termini filosofici) Milano: Edizioni Ares, 1995
- Il principio di coerenza (Senso comune e logica epistemica), Roma: Editore Armando, 1997
- Tommaso d'Aquino: il futuro del pensiero cristiano Milano: Mondadori, 1997
- La filosofia e la sua storia, vol. I: La filosofia antica e medioevale; vol. II: La filosofia moderna; vol. III: La filosofia contemporanea (tomo 1: L'Ottocento; tomo 2: Il Novecento) Roma: Società editrice Dante Alighieri, 1997-1998 (segunda edição 2000; terceira edição 2001)
- Dizionario storico della filosofia, Roma: Società Editrice Dante Alighieri, 2000 (segunda edição 2001)
- La ricerca della verità Roma: Leonardo da Vinci, 2001
- Verità del pensiero (Fondamenti di logica aletica) Roma: Lateran University Press, 2002
- Razionalità della fede nella Rivelazione (Un'analisi filosofica alla luce della logica aletica) Roma: Leonardo da Vinci, 2005
- La ricerca della verità (Dal senso comune alla dialettica) Roma: Leonardo da Vinci, 2005 (terceira edição aumentada, 2005)
- L'epistemologia di Tommaso d'Aquino e le sue fonti Napoli: Editoriale comunicazioni sociali, 2005
- Senso comune e logica aletica Roma: Leonardo da Vinci, 2005 (terceira edição aumentada, 2007).
- Reasons for Believing. On the Rationality of Christian Faith Aurora (Colorado): The Davies Group Publishers, 2005
- Perché interessa la filosofia e perché se ne studia la storia Roma: Leonardo da Vinci, 2006
- Storia sociale della filosofia, vol. I: La filosofia antica e medioevale; vol. II: La filosofia moderna; vol. III: La filosofia contemporanea (tomo 1: L'Ottocento; tomo 2: Il Novecento)Roma: Società Editrice Dante Alighieri, 2005-2007
- Logica della testimonianza (Quando credere è ragionevole), Roma: Lateran University Press, 2007
- Senso comune e metafisica. Sullo statuto epistemologico della filosofia prima Roma: Leonardo da Vinci, 2007
- Nuovo Dizionario storico della filosofia Roma: Società Editrice Dante Alighieri, 2008
- (ed.) Premesse razionali della fede. Filosofi e teologi a confronto sui praeambula fidei Roma: Lateran University Press, 2008
- Etica dell'imprenditore. Le decisioni aziendali, i criteri di valutazione e la dottrina sociale della Chiesa Roma: Leonardo da Vinci, 2008
- Dizionario critico della filosofia, Roma: Società Editrice Dante Alighieri, 2009.
- Filosofia e teologia, Bologna: Edizioni Studio Domenicano, 2009.
- Il senso comune al vaglio della critica, Roma: Leonardo da Vinci, 2010.
- Filosofia del senso comune. Logica della scienza e della fede, nuova edizione interamente rielaborata, Roma: Casa Editrice Leonardo da Vinci, 2010.
- Vera e falsa teologia. Come distinguere l'autentica "scienza della fede" da un'equivoca "filosofia religiosa", Roma: Casa Editrice Leonardo da Vinci, 2012.
- L'istanza critica, Roma: Leonardo da Vinci, 2013.
- La certezza della verità. Il sistema della logica aletica e il procedimento della giustificazione epistemica, Roma: Leonardo da Vinci, 2013.
- Dogma e pastorale. L'ermeneutica del Magistero, dal Vaticano II al Sinodo sulla famiglia, Roma: Leonardo da Vinci, 2013.
- Le leggi del pensiero. Come la verità viene al soggetto, Roma: Leonardo da Vinci, 2016.
- Teologia e Magistero, oggi, Roma: Leonardo da Vinci, 2017.
- Vera e falsa teologia. Come distinguere l'autentica "scienza della fede" da un'equivoca "filosofia religiosa", quarta edição, con un'Appendice su Gli equivoci della teologia morale dopo la "Amoris laetitia'", Roma: Leonardo da Vinci, 2018.

### Ensaios
- "Étienne Gilson: Tomismo como Filosofia Cristã", em Antonio Piolanti (ed.), São Tomás na História do Pensamento, Cidade do Vaticano: Libreria Editrice Vaticana, 1982 .
- "A Filosofia de Etienne Gilson", em Antonio Piolanti (ed.), Etienne Gilson, Filósofo Cristão, Cidade do Vaticano: Libreria Editrice Vaticana, 1985 .
- Étienne Gilson, na enciclopédia Grand Rialp, 4ª ed. , Madrid: Edições Rialp, 1988, vol. XXV, col. 850-857.
- "La encíclica Aeterni Patris y el movimiento neothomista", em Pedro Rodriguez (ed.), Tomas de Aquino, también hoy, Pamplona: Ed. Universidade de Navarra, 1990 .
- "A unidade da experiência na epistemologia tomista", em Antonio Piolanti (ed.), Noetica, crítica e metafísica em chave tomista, Cidade do Vaticano: Libreria Ed. Vaticano, 1991 .
- “O bom senso e a unidade das ciências”, em Rafael Martinez (ed.), Unidade e autonomia do conhecimento: o debate do século XIII, Roma: Ed. Armando, 1994 .